# Giro dell'Emilia 2000
Il Giro dell'Emilia 2000, ottantatreesima edizione della corsa, si svolse il 23 settembre 2000 su un percorso di 199,1 km. La vittoria fu appannaggio dell'italiano Gilberto Simoni, che completò il percorso in 4h58'29", precedendo i connazionali Massimo Codol e Mirko Celestino.
Sul traguardo di San Luca 31 ciclisti, su 163 partiti da Cento, portarono a termine la competizione.

## Ordine d'arrivo (Top 10)
| Pos. | Corridore       | Squadra                   | Tempo    |
| ---- | --------------- | ------------------------- | -------- |
| 1    | Gilberto Simoni | Lampre-Daikin             | 4h58'29" |
| 2    | Massimo Codol   | Lampre-Daikin             | a 57"    |
| 3    | Mirko Celestino | Team Polti                | a 1'06"  |
| 4    | Marco Magnani   | Alessio                   | a 1'24"  |
| 5    | Ivan Basso      | Amica Chips-Tacconi Sport | a 1'26"  |
| 6    | Gorazd Štangelj | Liquigas-Pata             | a 1'44"  |
| 7    | Dario Frigo     | Fassa Bortolo             | a 2'34"  |
| 8    | Davide Rebellin | Liquigas-Pata             | s.t.     |
| 9    | Sven Montgomery | La Française des Jeux     | s.t.     |
| 10   | Ivan Gotti      | Team Polti                | s.t.     |